# غيردا رو
غيردا رو (بالإنجليزية: Gerda Roux)‏ هي نبالة جنوب أفريقية، ولدت في 4 ديسمبر 1973.

## روابط خارجية
- غيردا رو على موقع الاتحاد الدولي للرماية بالسهام (الإنجليزية)
- غيردا رو على موقع الجمعية الدولية للألعاب العالمية (الإنجليزية)